# Henry Stewart, 1. Lord St. Colme
Henry Stewart, 1. Lord Saint Colme (* vor 1561; † 12. Juli 1612), war ein schottischer Peer.
Er war der zweitgeborenen Sohn des James Stewart, 1. Lord Doune. Seine Mutter war Lady Margaret Campbell, Tochter des Archibald Campbell, 4. Earl of Argyll.
1576 besaß er Ländereien in Emycreichan und Crostinterray in Strathearn. Ab 1581 war er Verwalter (Commendator) der Abtei von Saint Colme’s Inch in Fifeshire. Zwischen 1591 und 1593 hatte er auch das Amt des Konstablers von Doune Castle inne. 1584 wurde ihm auf Lebenszeit die Priorei von St. Colmoc’s in Perthshire übertragen. 1607 besaß er weitere Ländereien bei Invermay in Perthshire. 1610 wurde er Friedensrichter für Fifeshire und Kinross-shire.
König Jakob VI. übereignete ihm am 7. März 1611 die Abtei von Saint Colme’s Inch einschließlich der zugehörigen Ländereien, wandelte sie in eine weltliche Lordship of Parliament um und verlieh ihm den erblichen Titel Lord St. Colme.
Im Dezember 1603 hatte er Lady Jean Stewart, Tochter des John Stewart, 5. Earl of Atholl geheiratet. Mit ihr hatte er einen Sohn und Erben, James Stewart († nach 1620).
Er starb 1612 und wurde in Holyrood Abbey bestattet.